# 炎の犬
『炎の犬』（ほのおのいぬ）は、1981年1月6日から同年3月31日の間、毎週火曜日21:00 - 21:54に日本テレビ系で放送されたテレビドラマ。全13話。

## あらすじ
紀州犬の親子を飼っている一家と飼い犬たちの愛情物語。
中江一家は、優秀な猟犬の「ラン」と、ランの子で少しも命令が守れない子犬の「リュウ」を飼っている。
ある日、一家の父親・淳司は狩猟犬として優秀な母犬のランだけを連れてイノシシ猟に行こうとする。息子の憲司は、子犬のリュウの成長を願い「リュウにもチャンスを与えて連れて行ってやって欲しい」と、父親に懇願する。憲司はサッカー部で落ちこぼれる自分と、猟犬としてはのん気でダメなリュウがどこか似ているように感じて特に可愛がっていたのだった。
猟に連れて行ってもらったリュウは、イノシシと猟銃の銃声に驚き、淳司やランから離れてどこかへ逃げてしまう。淳司は必死で捜索するが、とうとうリュウを見つけることはできなかった。飼い主と母親からはぐれ、迷い犬になったリュウは、深い雪の山中を母親を求めてさまよい歩く。
リュウがいなくなってから、中江一家ではリュウの身を案じて心配する日々を過ごしていた。そんな時、淳司は欠勤していた部下から電話を受け、あわてて出て行った。その夜、中江家に淳司を訪ねて刑事がやって来た…。

## キャスト
- 中江恵子 - 三ツ矢歌子

一家の母親。平凡で優しい主婦。夫の事件の後、体調を崩してしまう。
- 中江憲司 - 松田洋治

一家の長男。サッカー部の落ちこぼれで中学一年生。狩猟犬としては役に立たない子犬のリュウが大好きでいつも気にかけている。
- 中江美佳 - 夏江麻岐

一家の長女。しっかり者の高校一年生。父親の事件の後、家計を助けるためアルバイトを始める。
- 新庄 - 平泉征（現・平泉成）

野犬捕獲人。リュウの仲間犬を次々と殺していく冷血漢と思われたが…
- 大野先生 - 小野武彦

憲司が所属するサッカー部の顧問。
- 有賀警部 - 下條正巳

警視庁捜査二課の刑事。
- 中江淳司 - 高橋悦史

一家の父親。極東通信工業中央研究所の主任研究員で、業界の夢である事業の完成を間近に控え、忙しい毎日を送っている。

## スタッフ
- 原案：西村寿行
- 企画：小坂敬（日本テレビ）
- プロデューサー：大久保豊（日本テレビ）、高橋速円
- 脚本：白井更生
- 音楽：木森敏之
- 撮影：村野信明
- 録音：佐藤幸郎
- 整音：山本逸美
- 効果：宮田音響、阿部作二
- ナレーション：矢島正明
- 監督：池広一夫、岡本弘
- 制作：三船プロダクション

### 主題歌
- 「サンセット・メモリー」
  - 作詞：竜真知子 作曲・編曲：木森敏之 歌：杉村尚美（ポリスター）

## 放送日程
| 話数   | 放送日         | サブタイトル                         | 監督     |
| ------ | -------------- | ------------------------------------ | -------- |
| 第1回  | 1981年01月06日 | ランとリュウ                         | 池広一夫 |
| 第2回  | 1月13日        | リュウよ、燃やせ母の血を!            | 岡本弘   |
| 第3回  | 1月20日        | 一人ぼっちへの旅立ち                 | 池広一夫 |
| 第4回  | 1月27日        | はるかなり、母の呼ぶ声               | 池広一夫 |
| 第5回  | 2月03日        | 復讐、それは野性へのめざめ           | 岡本弘   |
| 第6回  | 2月10日        | 遠吠えは復讐のメロディー             | 池広一夫 |
| 第7回  | 2月17日        | 野性に生きるリュウ、愛は忘却の彼方に | 岡本弘   |
| 第8回  | 2月24日        | それから一年…ジェロニモ死す          | 池広一夫 |
| 第9回  | 3月03日        | 樹海のめぐり逢い                     | 岡本弘   |
| 第10回 | 3月10日        | 遠い日の記憶                         | 池広一夫 |
| 第11回 | 3月17日        | 悲しき性・母を忘れた迷い子リュウ     | 岡本弘   |
| 第12回 | 3月24日        | 樹海の中に消えた記憶                 | 池広一夫 |
| 最終回 | 3月31日        | サンセット・メモリー                 | 池広一夫 |

## その他
- 前番組の「警視-K」は当初半年の予定が、視聴率の低迷と予算オーバーの影響で打ち切りとなり、急遽制作された。視聴率も10％半ばに回復し、後番組「プロハンター」のつなぎ番組の役目を果たした。
- 杉村尚美が歌う主題歌「サンセット・メモリー」は46万枚のヒット曲となった。
- 1980年に放送されたドラマ「黄金の犬」とはストーリーの関連はないものの、監督・制作（三船プロ）といった共通点があり、第1話のオープニングのナレーションで「今、あの『黄金の犬』が蘇ったのである」との言及がある。

## 映像ソフト化
- 2010年12月24日にビクターエンタテインメントより5枚組のDVD-BOXが発売。

| 日本テレビ系 火曜21時台（連続ドラマ） | 日本テレビ系 火曜21時台（連続ドラマ） | 日本テレビ系 火曜21時台（連続ドラマ） |
| 前番組                                | 番組名                                | 次番組                                |
| ------------------------------------- | ------------------------------------- | ------------------------------------- |
| 警視-K                                | 炎の犬                                | プロハンター                          |